# Scholem Bolotowsky
Scholem Bolotowsky, född 13 februari 1922 i Helsingfors, död 14 maj 2002 i Helsingfors, var en finländsk ingenjör och synagogföreståndare.
Scholem Bolotowsky var son till toraskrivaren Jehuda Leib Bolotowsky och Nechama (Hanna) Mattsoff. Han vistades sina fem första år under 1920-talet i Finland med stöd av ett Nansenpass. Han gick den judiska mellanskolan och avlade studentexamen vid Nya svenska läroverket. År 1940 började han studera teknisk kemi, men studierna kom att avbrytas av finska vinterkriget. Han tjänstgjorde i armén och var från våren 1942 plutonchef i artilleriet.
Efter kriget fullföljde Scholem Bolotowsky sina ingenjörsstudier och arbetade ett år inom metallindustrin i Sverige. Efter att ha återvänt till Finland 1948, arbetade han inom Oy Algol Ab och senare med processteknik inom kemisk industri. 
Han var aktiv i Helsingfors lokalpolitik och som religiös ledare för judarna i Finland, bland annat inom det judiska ungdomsförbundet Hatchijo och som föreståndare för Helsingfors synagoga 1962–1987.  
Han gifte sig 1943 med diplomkosmetologen Bas-Schewa Linder. Paret hade blad annat sonen, ingenjören Gideon Bolotowsky.

## Utmärkelser
- Riddartecknet av Finlands Lejons orden,  6 december 1995[1]

[Redigera Wikidata]